# Пак Ёнджон
Пак Ёнджо́н (кор. 박연정; 19 января 2006, Сеул) — южнокорейская фигуристка, выступающая в одиночном катании. Участница Гран-при Франции (2021), серебряный призёр челленджера Cup of Austria (2021) и чемпионка Южной Кореи среди юниоров (2019).

## Карьера
Родилась 19 января 2006 года в Сеуле, где проживает и тренируется. Начала заниматься фигурным катанием в 2013 году. Пак наряду с Ли Хэин и Ви Соён причисляется ко второму поколению южнокорейских фигуристок, пришедших в данный вид спорта под влиянием Ким Ёна. На юниорском уровне Пак стала триумфатором чемпионата Южной Кореи (2019).
В следующем сезоне, когда она каталась у тренера Пак Пинна, Ёнджон участвовала в двух турнирах юниорской серии Гран-при. Фигуристка выступила на этапах в США и Италии, завершив соревнования на второй и пятой строчке соответственно. По данным Чунъанъ ильбо, тем самым она стала первой южнокорейской одиночницей после Ким Ёна, завоевавшей медаль на своём дебютном юниорском Гран-при.
Первый взрослый международный старт для Пак состоялся в сезоне 2021/2022. Тогда её тренером значилась Хон Йесыль. С постановками за авторством Дэвида Уилсона и Паскуале Камерленго, спортсменка завоевала серебро на турнире U.S. Classic. Затем снова стала серебряным призёром, на этот раз, челленджера Cup of Austria. В ноябре 2021 года выступила в рамках Гран-при Франции.

## Программы
| Сезон     | Короткая программа                                                | Произвольная программа                       |
| --------- | ----------------------------------------------------------------- | -------------------------------------------- |
| 2021—2022 | - «Баллада № 4» Фредерик Шопен                                    | - «Hymne à l’amour» Эдит Пиаф                |
| 2020—2021 | - «Faith» Стиви Уандер, Ариана Гранде                             | - «Женщина-кошка» Клаус Бадельт              |
| 2019—2020 | - «I’ll Never Love Again» (из фильма «Звезда родилась») Леди Гага | - «Lost Girls» - «The Arena» Линдси Стирлинг |

## Результаты
| Соревнования                | 18/19         | 19/20         | 20/21         | 21/22         |
| Международные               | Международные | Международные | Международные | Международные |
| --------------------------- | ------------- | ------------- | ------------- | ------------- |
| Гран-при Франции            |               |               |               | 8             |
| Cup of Austria              |               |               |               | 2             |
| U.S. Classic                |               |               |               | 2             |
| Международные среди юниоров |               |               |               |               |
| Гран-при Италии             |               | 5             |               |               |
| Гран-при США                |               | 2             |               |               |
| Национальные                |               |               |               |               |
| Чемпионат Южной Кореи       |               | 9             | 8             |               |
| ЧЮК среди юниоров           | 1             |               |               |               |